# Conseil des Premières Nations Windigo
Pour les articles homonymes, voir Windigo (homonymie).
Le Conseil des Premières Nations Windigo (Windigo First Nations Council en anglais) est un conseil tribal comprenant cinq bandes indiennes dans le Nord-Ouest de l'Ontario au Canada. Il a été créé en 1983. Il s'agit d'un conseil tribal régional faisant partie de la Nishnawbe Aski Nation.

## Histoire
Lors de sa formation, le Conseil des Premières Nations Windigo comprenait quatre bandes indiennes, les Premières Nations de Bearskin Lake (en), de North Caribou Lake (en), de Sachigo Lake (en) et de Muskrat Dam Lake.

## Liste des bandes
En 2017, le Conseil des Premières Nations Windigo rassemble cinq bandes indiennes.
| Numéro | Nom officiel de la bande | Siège         | Population inscrite (janvier 2017) |
| ------ | ------------------------ | ------------- | ---------------------------------- |
| 207    | Bearskin Lake (en)       | Bearskin Lake | 924                                |
| 216    | Cat Lake                 | Cat Lake      | 764                                |
| 204    | North Caribou Lake (en)  | Weagamow Lake | 1 144                              |
| 214    | Sachigo Lake (en)        | Sachigo Lake  | 928                                |
| 259    | Slate Falls Nation (en)  | Slate Falls   | 284                                |